# Сан-Марино на зимових Олімпійських іграх 1992
Сан-Марино брало участь у Зимових Олімпійських іграх 1992 року в Альбервілі (Франція), але не завоювала жодної медалі. Представляли країну на іграх троє спортсменів: Андреа Саммарітані, Джейсон Гаспероні та Ніколя Ерколані.

## Лижні перегони
Сан-Марино на Олімпійських іграх в Альбервілі було представлено одним лижником, який брав участь у двох дисциплінах: перегонах на 10 км і у гонці переслідування. На перегонах на 10 км Саммарітані зайняв передостаннє місце, обігнавши лише лижника з Марокко, що прийшов більш ніж на 20 хвилин пізніше нього. У гонці переслідування Саммарітані зайняв 97 місце, обігнавши двох представників Марокко.
| Дисципліна                    | Спортсмен          | Час       | Місце |
| ----------------------------- | ------------------ | --------- | ----- |
| 10 км C                       | Андреа Саммарітані | 47:37.8   | 109   |
| 15 км гонка переслідування1 F | Андреа Саммартіні  | 1'22:39.4 | 97    |

1 Затримка на старті визначалася за результатами перегонів на 10 км. 

C = Класичний стиль, F = Вільний стиль

## Гірськолижний спорт
У гірськолижних дисциплінах Сан-Марино було представлено двома спортсменами, які взяли участь у трьох дисциплінах: слаломі, гігантському слаломі та супергіганті. Обидва спортсмени змогли кваліфікуватися лише в одній дисципліні. Так Ніколя Ерколані зайняв 66 місце з 93 у гігантському слаломі, а Джейсон Гаспероні посів 59 місце серед 91 учасників у супер-гіганті.
| Спортсмен         | Дисципліна         | Заїзд 1 | Заїзд 2 | Загальний час | Загальний час |
| Спортсмен         | Дисципліна         | Час     | Час     | Час           | Місце         |
| ----------------- | ------------------ | ------- | ------- | ------------- | ------------- |
| Джейсон Гаспероні | Супергігант        |         |         | DNF           | —             |
| Ніколя Ерколані   | Супергігант        |         |         | 1:23.72       | 66            |
| Ніколя Ерколані   | Гігантський слалом | DNF     | —       | DNF           | —             |
| Джейсон Гаспероні | Гігантський слалом | 1:20.74 | 1:17.61 | 2:38.35       | 59            |
| Джейсон Гаспероні | Слалом             | DNF     | —       | DNF           | —             |
| Ніколя Ерколані   | Слалом             | DNF     | —       | DNF           | —             |